# Mesopotamia, Grecia
Mesopotamia  este un oraș în Grecia în prefectura Kastoria.